# Dang (Distrikt)
Der Distrikt Dang (Gujarati ડાંગ જિલ્લો) ist ein Distrikt im westindischen Bundesstaat Gujarat.
Die Fläche beträgt 1.764 km². Verwaltungssitz ist die Stadt Ahwa.

## Geographie und Klima

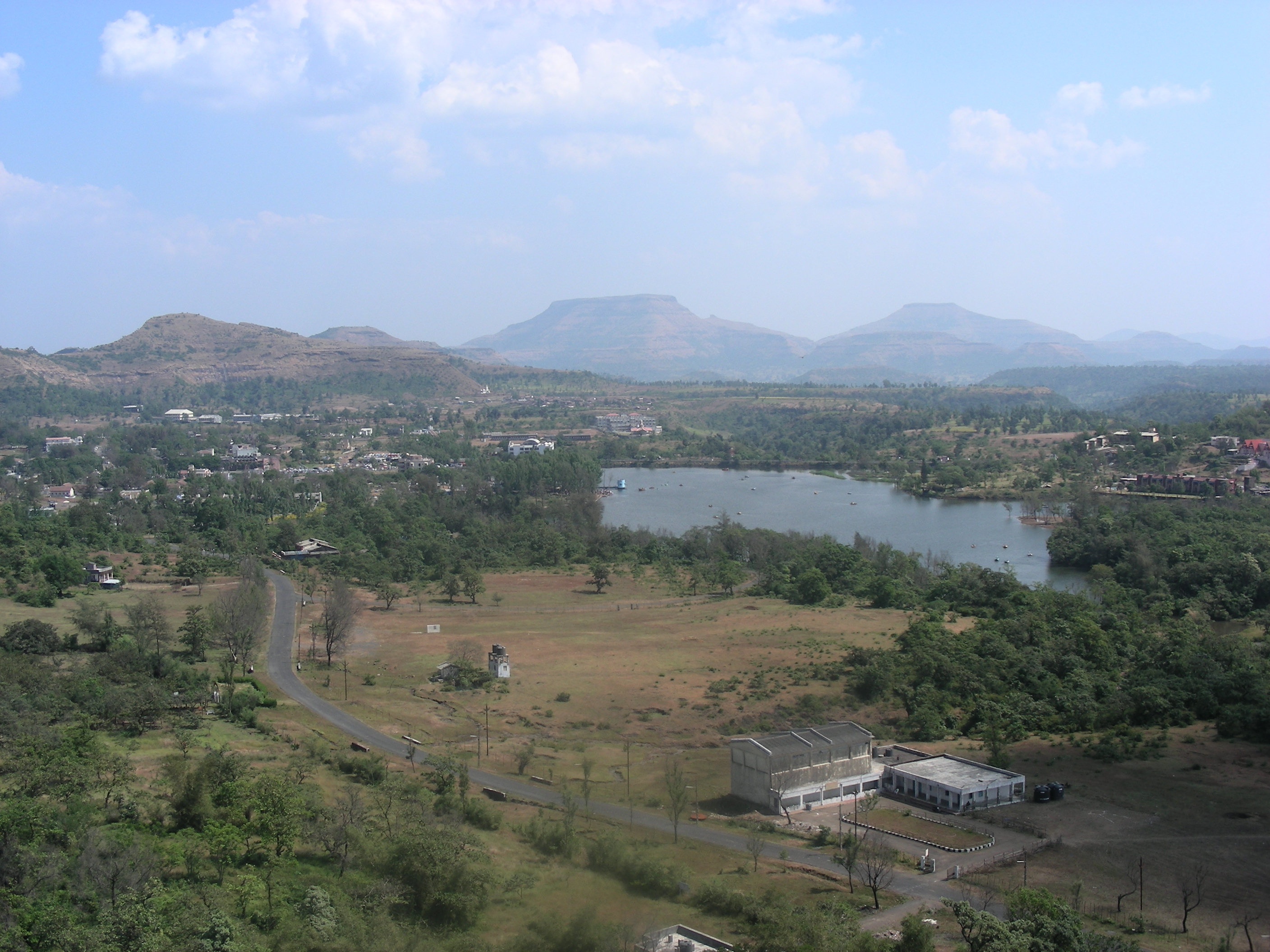
Landschaft in der Nähe der Saputara Hill Station

Der Distrikt liegt im Südosten von Gujarat an der Grenze zu Maharashtra. die angrenzenden Distrikte sind Tapi im Norden und Navsari im Westen, sowie Nashik (in Maharashtra) im Süden und Osten. Er ist Teil des Dekkan-Trapps und weist geomorphologisch ein zerklüftetes, in unterschiedliche Terrassen gegliedertes Terrain auf, das durch flache, kegelförmige Hügel, kleine Hochebenen und steile, enger Täler gekennzeichnet ist. Die höchste Erhebung bildet der 1056 Meter hohe Sanjan hill, und der niedrigste Punkt liegt mit 112 Metern ü. M. beim Dorf Dongarda. die größten Fließgewässer sind (von Norden nach Süden) Purna, Khapri und Ambica, die alle nur unregelmäßig Wasser führen und in Richtung des Arabischen Meeres drainieren.
Das Klima im Distrikt ist tropisch mit hohen Temperaturunterschieden zwischen Tag und Nacht und im Allgemeinen trocken, mit Ausnahme der Zeit des Südwestmonsuns von Juni to September, in der es reichlich Niederschlag gibt. Nach der Monsunzeit schließt sich im Oktober und November die Zeit des zurückggehenden Monsuns oder Postmonsunzeit an, gefolgt von der kalten Jahreszeit von Dezember bis Februar und der heißen Jahreszeit von März bis Mai. Der mittlere Jahresniederschlag in den Jahren 1951–1980 lag bei 1928 mm, wovon in den vier Monsunmonaten 1842 mm (96 %) registriert wurden. Die jahreszeitlichen Minimal- und Maximaltemperaturen für die Distrikthauptstadt Ahwa bewegten sich in den letzten Jahrzehnten zwischen 10 und 45 °C.

## Bevölkerung
Bei der Volkszählung 2011 hatte der Distrikt 228.291 Einwohner (113.821 männlich, 114.470 weiblich) und war damals der Distrikt mit der geringsten Bevölkerungszahl in Gujarat. Das Geschlchterverhältnis war verhältnismäßig ausgeglichen. 24.687 Personen (10,8 %) der Bevölkerung lebten in städtischen und 203.604 in ländlichen Siedlungen. Die große Mehrheit der Bevölkerung gehörte Stammesvölkern (Adivasi) an, hauptsächlich den Bhil, Konkani, Warli, Kotwalia und Nayak.

## Verwaltungsgliederung
Vor dem Jahr 2013 bestand der Distrikt nur aus einen Taluk. Zum 9. September 2013 wurde er in drei Taluks – Ahwa, Waghai und Subir – unterteilt. Jedes Taluk umfasst ungefähr 100 Dörfer.